# Schilfa
Schilfa ist ein Ortsteil der Gemeinde Gangloffsömmern in der Verwaltungsgemeinschaft Straußfurt im Landkreis Sömmerda, Freistaat Thüringen. Es hat 237 Einwohner (2010).
Schilfa besaß früher ein Schloss und ein damit verbundenes Rittergut der Familie von Hagke. Beides wurde 1948 beseitigt.

## Geographie

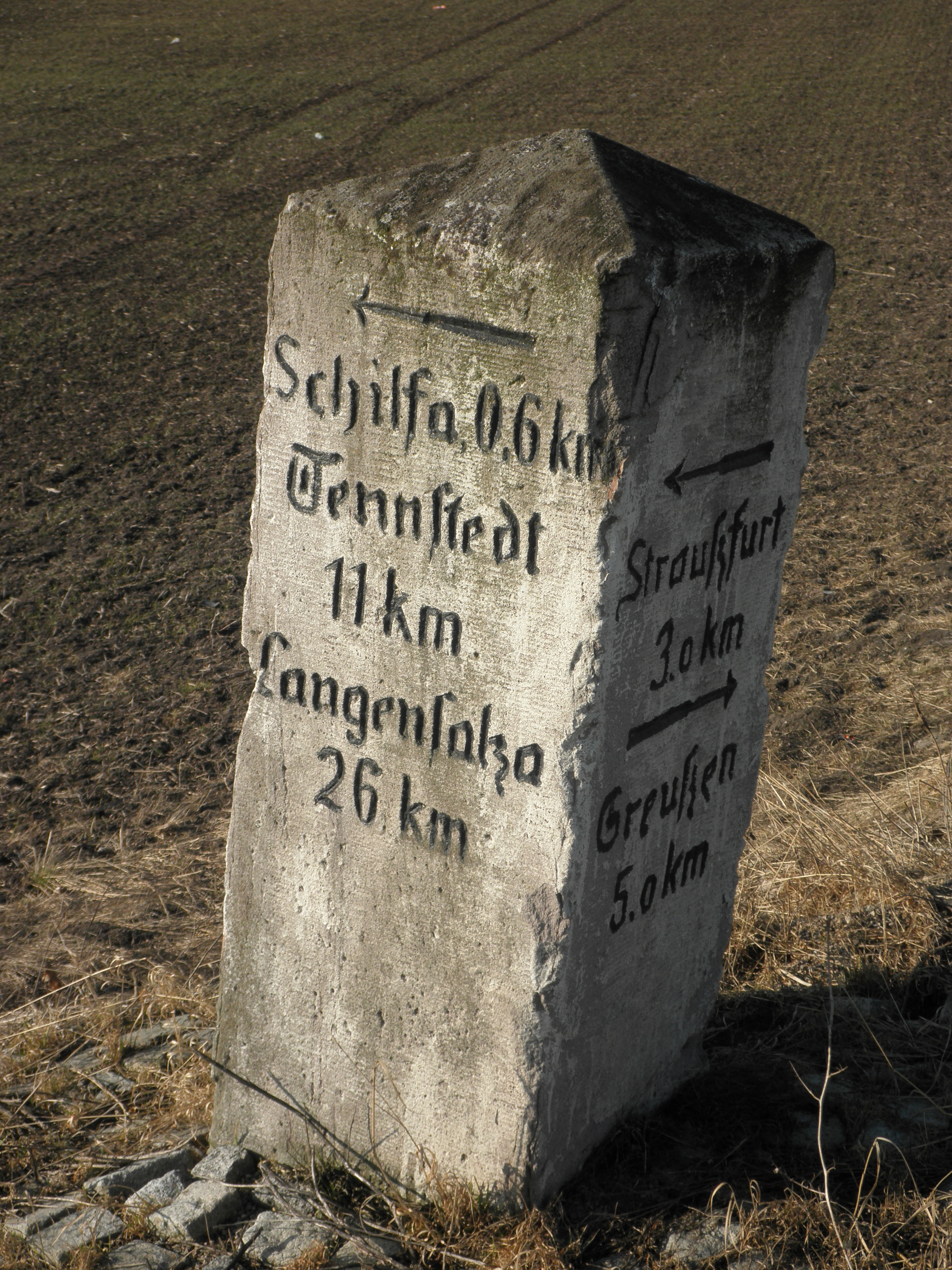
Wegweiser nach Schilfa

Schilfa liegt im Thüringer Becken. Die umgebenden Orte sind: Greußen im Nordwesten, Ottenhausen und Weißensee im Osten, Straußfurt im Süden und Gangloffsömmern im Westen. Nördlich von Schilfa liegt ein flacher Höhenzug. Die auf ihm errichteten Windkraftanlagen bestimmen das Landschaftsbild in dieser Himmelsrichtung.

## Geschichte
Der Name Schilfa oder Schilfe leitet sich von einem Ort in feuchter, mit Schilf bewachsener Gegend ab. Bereits in einer Legende aus der Zeit von Karl dem Großen (768–814) wird Schilfa erwähnt, urkundlich dann im Jahre 1253. 1266 wird ein Ritter Henricus Hake erwähnt, vermutlich Ministeriale auf der Unteren Sachsenburg (auch Hakenburg genannt). Auf die Familie von Hagke geht wohl auch die Burg Schilfa zurück, die im 14. Jahrhundert entstand. 1318 gehörte Schilfa zur Landgrafschaft Thüringen. Im 14. Jahrhundert wurde eine Kirche im Ort erwähnt, im 16. Jahrhundert ein Schloss. 1555 erbaute Gangloff Hacke die jetzige Kirche. 1575 wurden drei Güter in Schilfa genannt, 1584 verteilt auf drei Söhne der Hagke.
Im Dreißigjährigen Krieg litt der Ort dermaßen, dass er sechs Jahre unbewohnt geblieben sein soll. Georg Dietrich von Hagke (1650–1715) tat viel für Schilfa. So baute er die kriegszerstörte Kirche wieder auf und 1699 eine erste Schule (welche bis 1994 noch als Wohnhaus stand). Auch im Siebenjährigen Krieg wurde das Dorf mehrfach geplündert und gebrandschatzt, besonders von Franzosen auf ihrem Rückzug. 1806 hatte Schilfa erneut unter Kontributionen und Ausplünderung durch französische Truppen zu leiden, 1813 durch (verbündete) Russen.

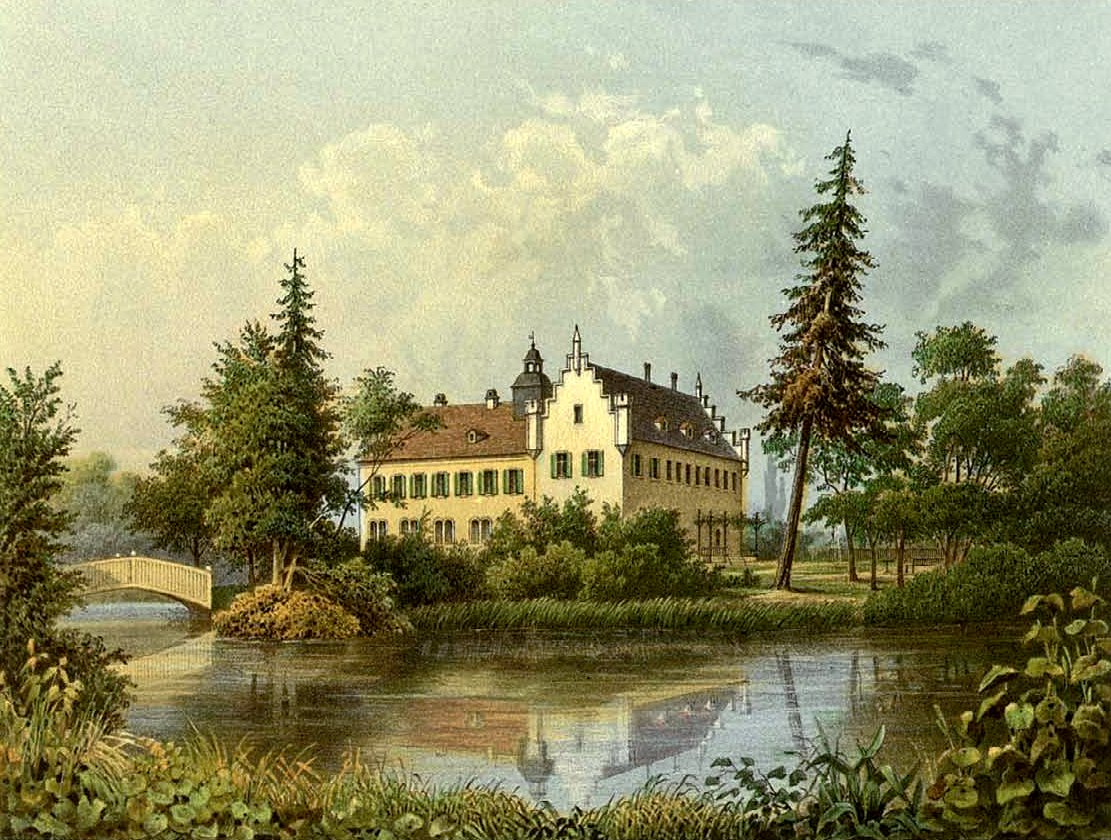
Schloss Schilfa um 1860. Sammlung Alexander Duncker

Schilfa gehörte bis 1815 zum kursächsischen Amt Weißensee. 1815 wurde der Ort preußisch, als Dorf im Landkreis Weißensee des Regierungsbezirks Erfurt in der Provinz Sachsen. Der Freiherr Friedrich Bernhard von Hagke (1822–1874) betrieb eine fortschrittliche Landwirtschaft auf seinem großen Rittergut, baute ein prächtiges Schloss und errichtete 1850–1862 die Wirtschaftsgebäude neu. Er machte sich als Regionalhistoriker einen Namen und wurde 1852 Landrat des Kreises Weißensee. Mitte des 19. Jahrhunderts hatte der aufblühende Ort 172 Einwohner. 1865 wurde auf der Anhöhe über Schilfa eine Familiengruft der Hagkes mit Kapelle darüber gebaut. Ab 1868 verlief die Bahnlinie Erfurt-Nordhausen zwischen Schilfa und Gangloffsömmern, die 1888 einen Haltepunkt in Gangloffsömmern erhielt. 1904 kam der Anschluss an eine neue Wasserleitung, 1906 wurde eine neue Schule gebaut. Aus dem Ersten Weltkrieg kehrten 13 Schilfaer Soldaten nicht zurück. Ihre Namen wurden in die kleine Glocke eingraviert.
Im Zweiten Weltkrieg wurde die Landwirtschaft mit wehrdienstunfähigen Männern, Frauen und Kriegsgefangenen weitergeführt. Schilfa hatte evakuierte Frauen und Kinder aus luftkriegsgefährdeten Gebieten aufzunehmen, seit Anfang 1945 auch viele Flüchtlinge aus den Ostgebieten. Der Krieg forderte 18 Gefallene und Vermisste aus dem Ort. An sie erinnert eine Tafel im Kircheninnenraum. Am 10. April 1945 wurde Schilfa selbst kampflos von US-amerikanischen Truppen besetzt. Im Tannenwäldchen wurde ein deutscher Soldat erschossen, der auf dem Friedhof des Ortes ruht. Im Juni 1945 wurde auch Schilfa in die Sowjetisch besetzte Zone, ab 1949 die DDR, eingegliedert und machte so alle entsprechenden gesellschaftlichen Veränderungen mit. Der Gutsherr Gangloff Friedrich von Hagke wurde im August 1945 vom NKWD verhaftet und verstarb im Januar 1946 in einem Lager in Wologda in der Sowjetunion. Seine Frau Margarethe mit Familie wurde im Oktober 1945 auf Befehl des Kreiskommandanten aus dem Kreis Weißensee ausgewiesen. Das Rittergut mit 339 ha unterlag der entschädigungslosen Enteignung und wurde an 69 „Landnehmer“ aufgeteilt. Auf der Grundlage des 1947 erlassenen sowjetischen SMAD-Befehl Nr. 209 wurden 1948 das intakte Schloss und die meisten Wirtschaftsgebäude des Ritterguts abgerissen. Auch das wertvolle Archiv und die Bibliothek gingen verloren. Ein Teil des Parks wurde abgeholzt, das Erbbegräbnis geplündert. Eine Reihe von Neubauernhäusern entstanden anstelle der Gutsgebäude und nördlich davon. Das Dorf änderte völlig seinen Charakter. Am 1. Juli 1950 wurde Schilfa zu einem Ortsteil von Gangloffsömmern. Es hatte damals etwa 420 Einwohner. 1953 wurde die LPG „Karl Marx“ gegründet, die 1960 mit Gangloffsömmern zur LPG „August Frölich“ zusammengeschlossen wurde. 1960 baute der Ort eine Kaufhalle. 1972 beendete die Schule ihren Unterricht. 1972 wurde die Kapelle über dem Erbbegräbnis der Familie von Hagke abgetragen. 1986 erfolgte der Abriss des großen alten, baufällig gewordenen Wirtschaftsgebäudes des Rittergutes.
Nach der Wende löste sich die LPG auf. Es wurden neue Eigenheime gebaut, teilweise anstelle von Neubauerngehöften. 1994 erhielt die Familie von Hagke das Grundstück mit ihrem Erbbegräbnis zurück. Dieses wurde -ohne Kapelle- wieder instand gesetzt. 1994 bis 1999 war Schilfa Förderschwerpunkt im Rahmen der Dorferneuerung durch den Freistaat Thüringen. 1997 bis 2002 wurde die Kirche restauriert. 2002 begann die Errichtung von Windkraftanlagen nördlich von Schilfa. Als „Ausgleichsmaßnahme“ für den Bau der Bundesautobahn 71 erfolgte die aufwendige Renaturierung des früheren Schlossteiches und die Anpflanzung von Gehölzen. 2003 konnte Schilfa den 750. Jahrestag seiner urkundlichen Ersterwähnung mit einem Festumzug begehen.

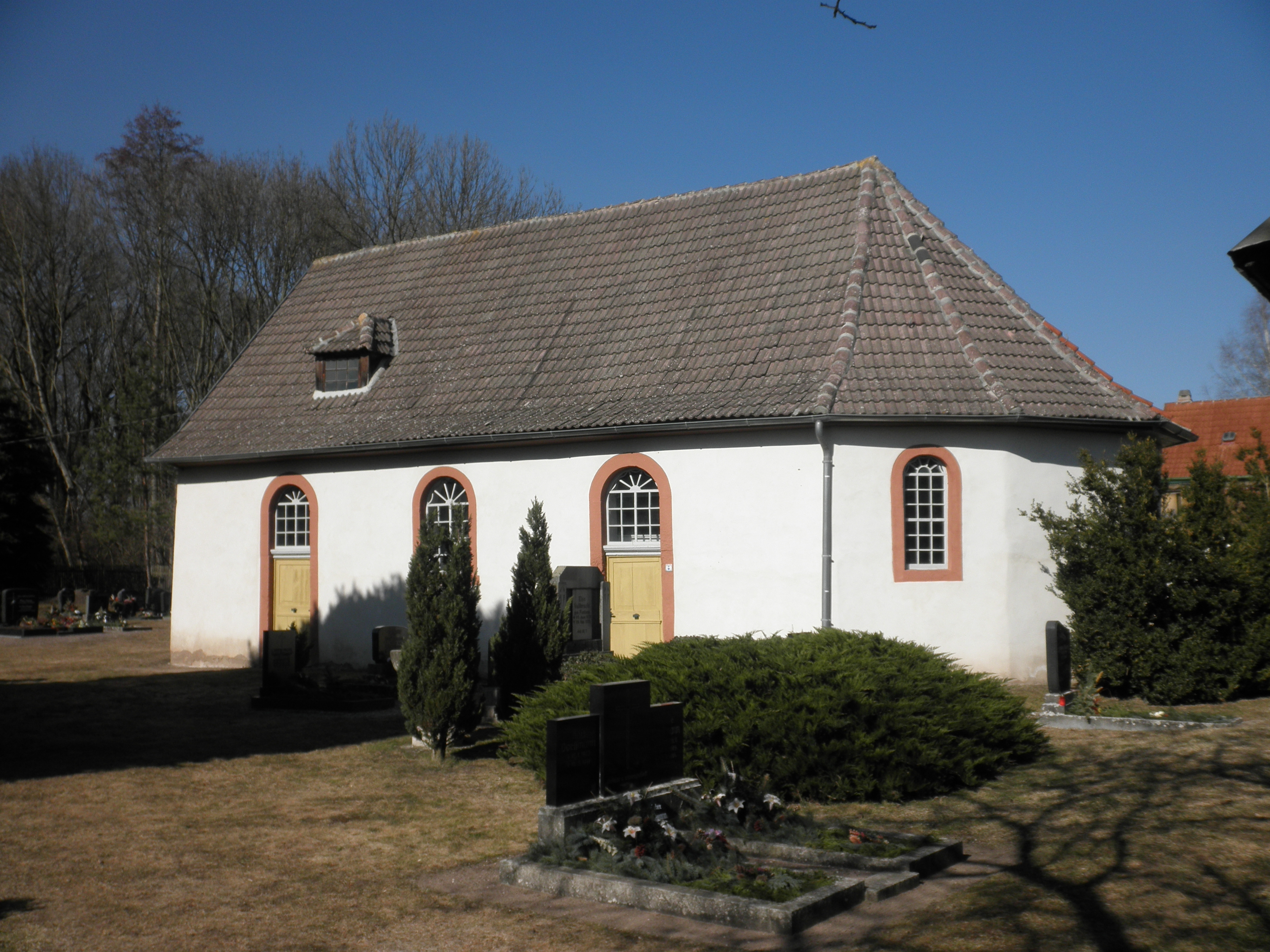
Ev. Kirche
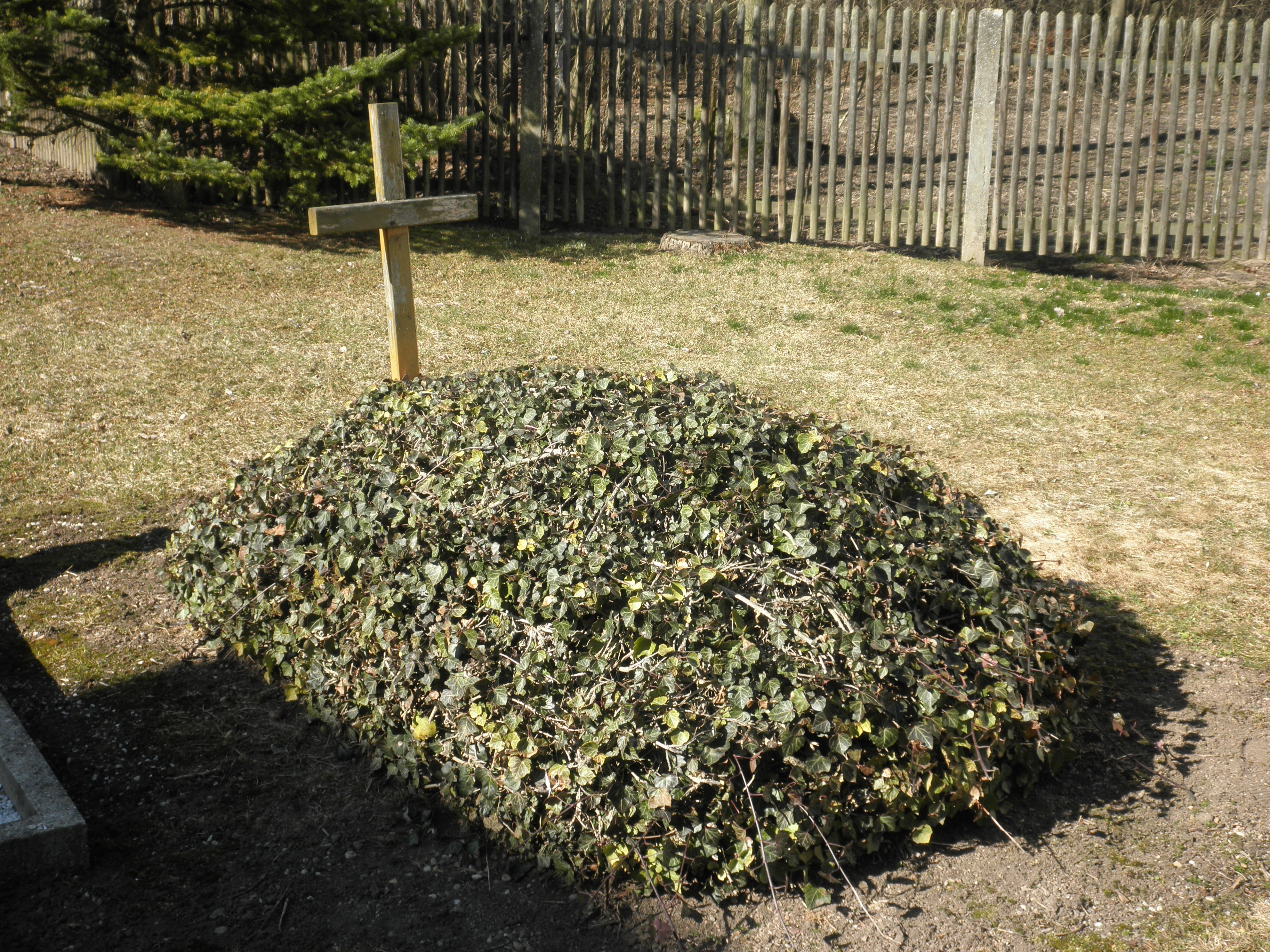
Deutsches Soldatengrab (April 1945)
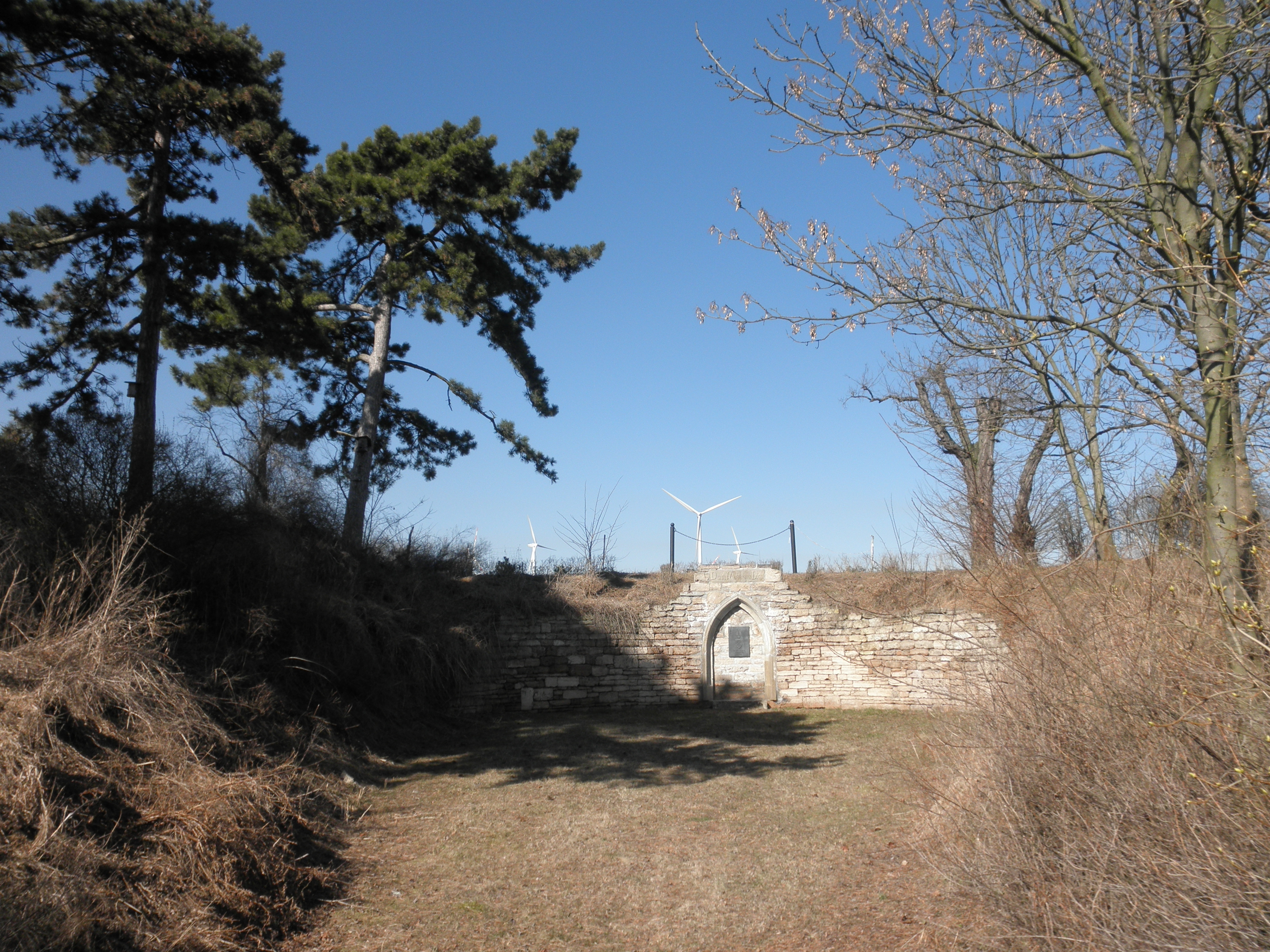
Erbbegräbnis der Familie von Hagke
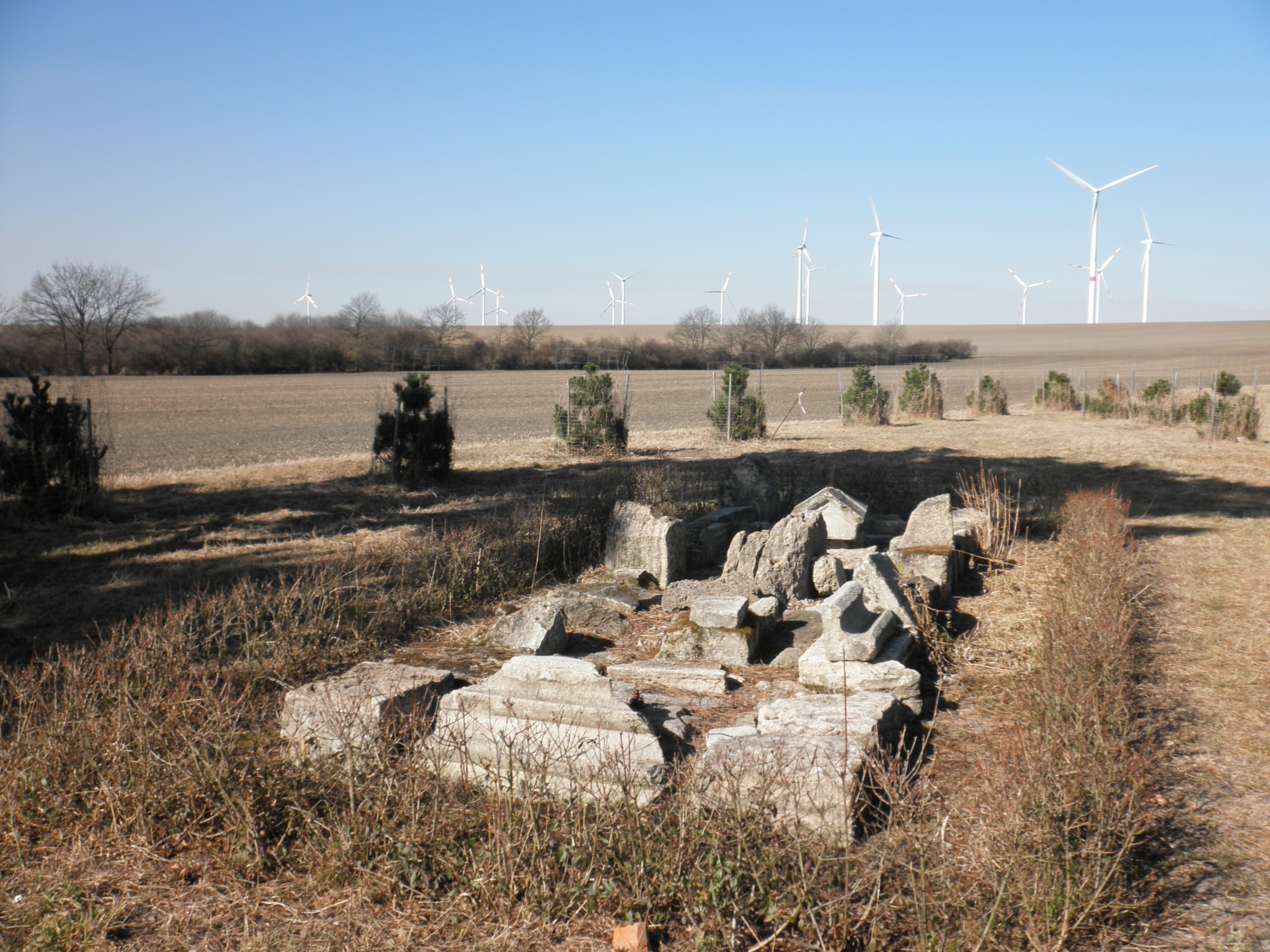
Zerstörte Grabkapelle der Familie von Hagke
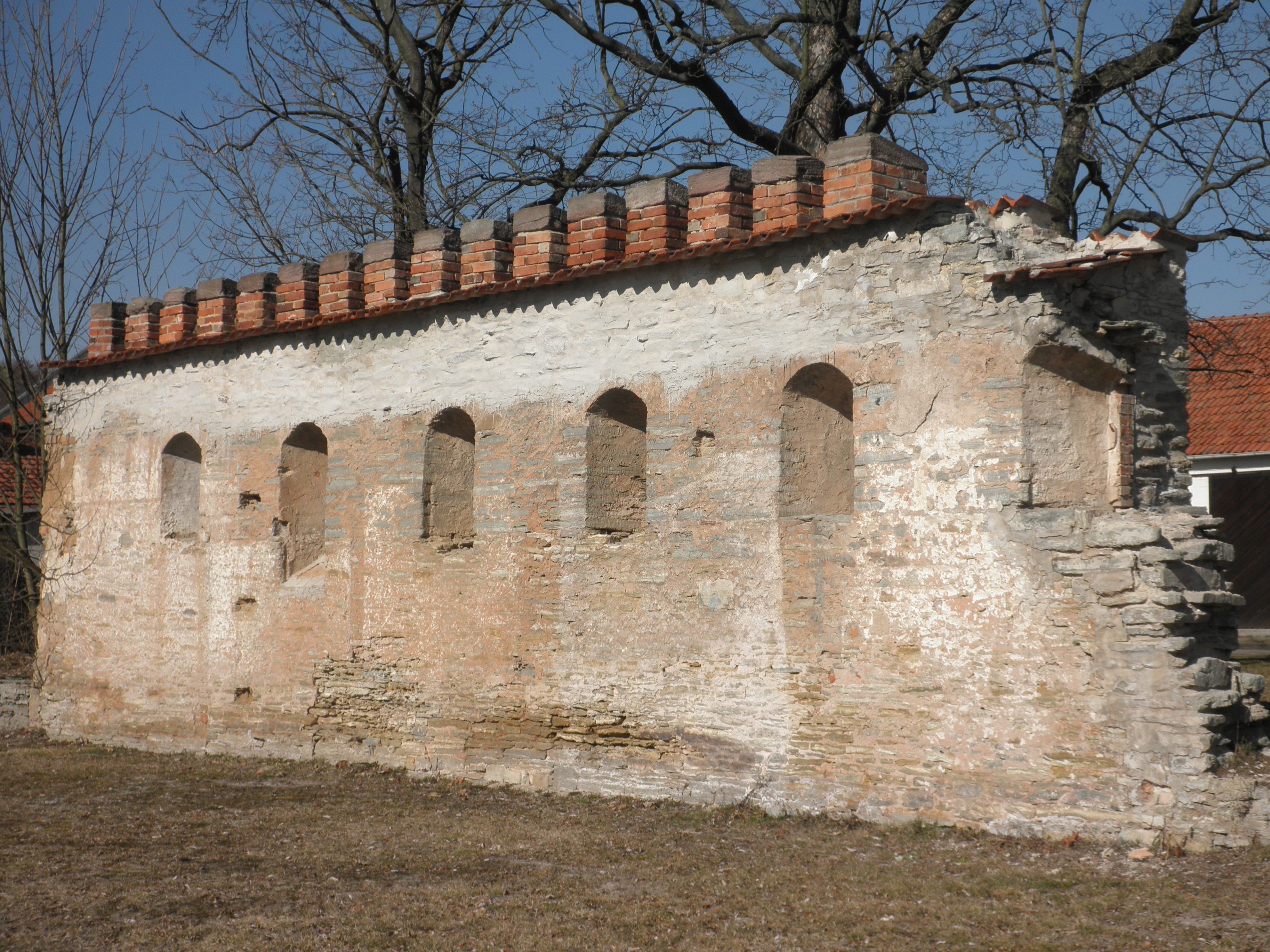
Rest der Gutsmauer
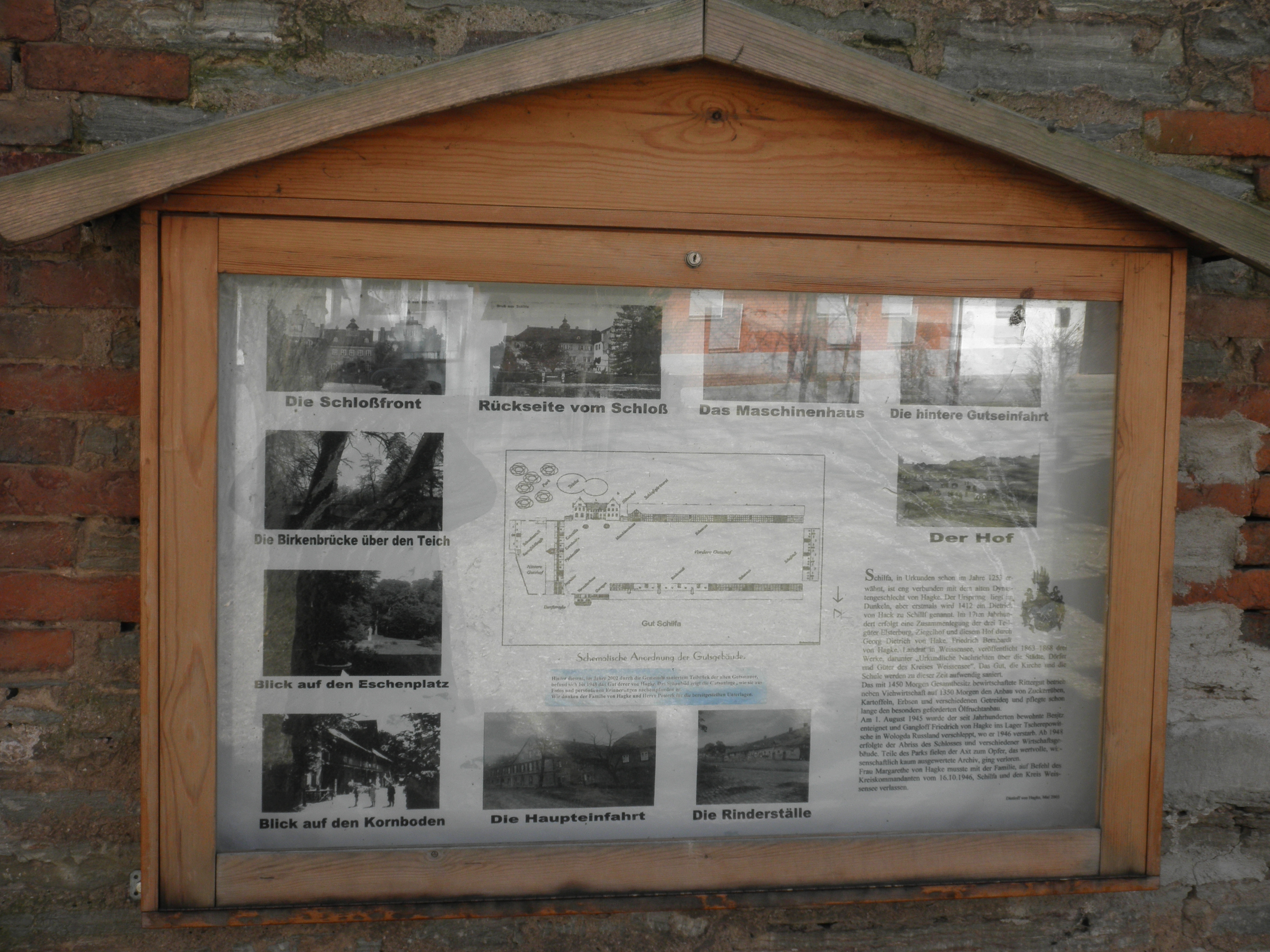
Informationstafel zum Abriss von Schloss und Gut
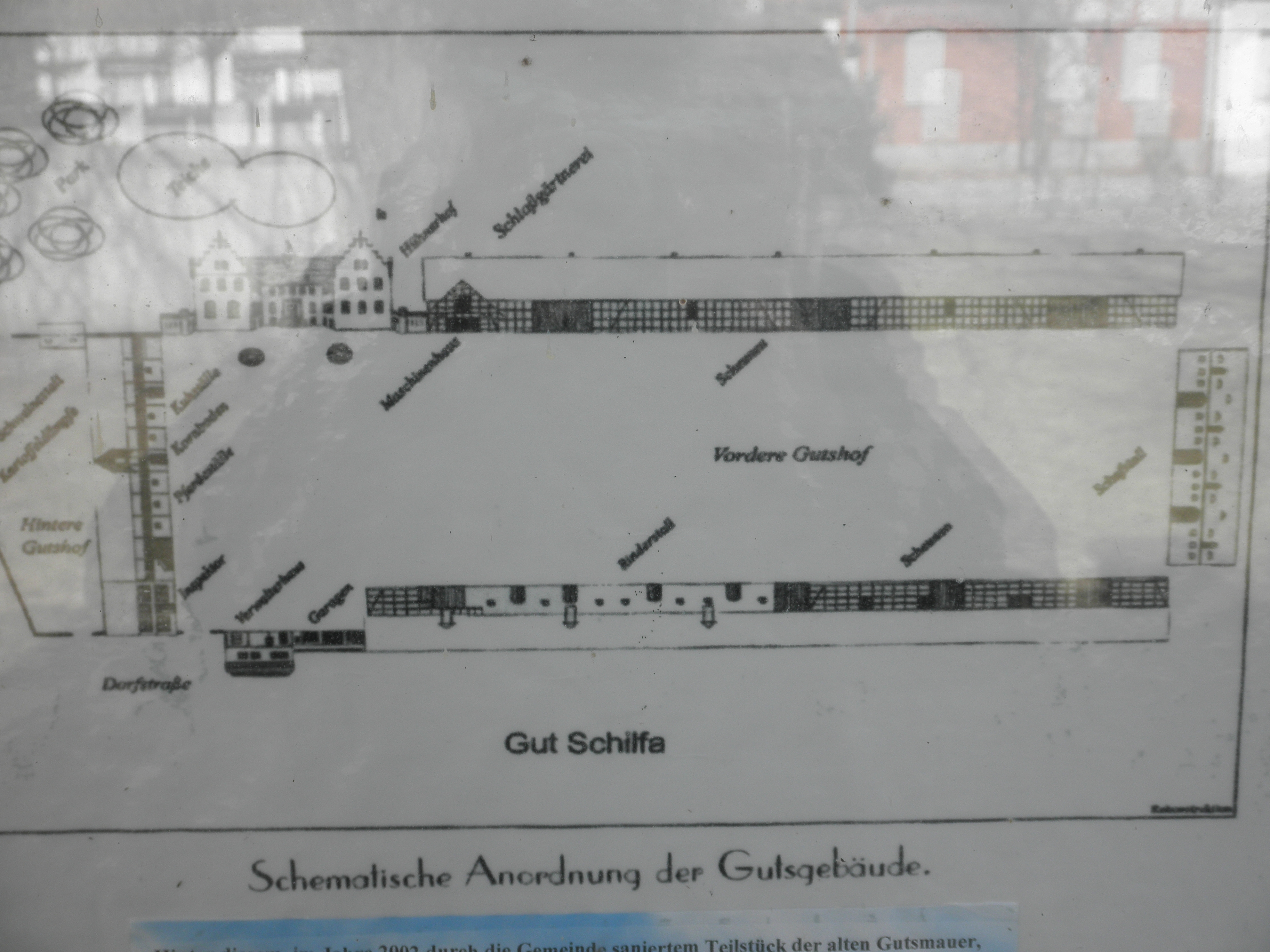
Grundriss des abgerissenen Gutes
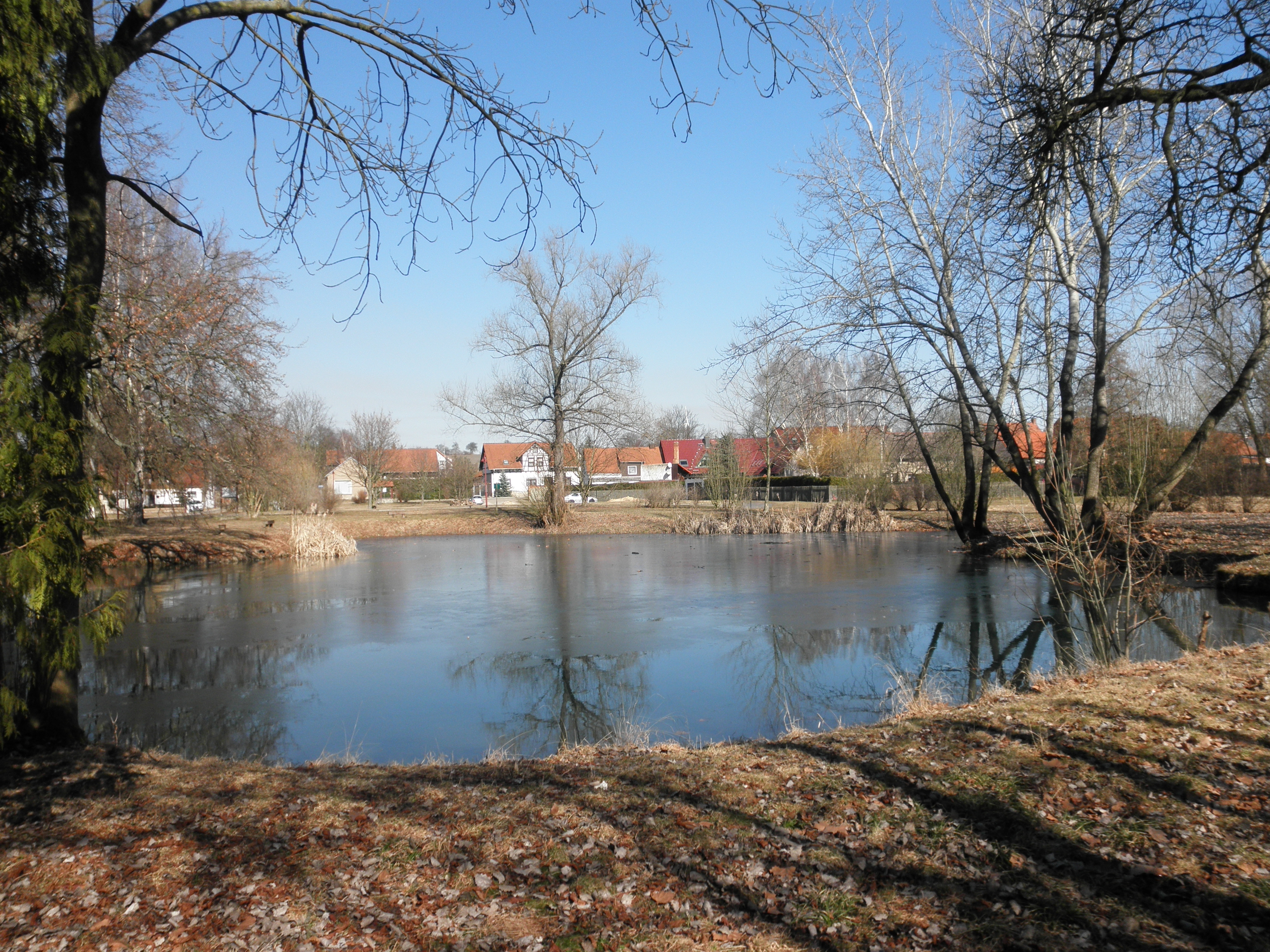
Renaturierter Schlossteich

## Verkehr
Östlich von Schilfa verläuft die Bundesstraße 4, dorthin und in Richtung Gangloffsömmern und Bad Tennstedt eine Landstraße. Anschluss an die Bahnstrecke Erfurt-Nordhausen besteht über einen Haltepunkt in Gangloffsömmern.

## Persönlichkeiten
- Friedrich Bernhard von Hagke (1822–1874), Gutsherr in Schilfa, Erbauer des (1948 abgerissenen) Schlosses, ab 1852 Landrat des Kreises Weißensee, für die Region bedeutender Historiker.
- Paul Eisler (1862–1935), Mediziner und Anatom